# Elizabeth Foreman Lewis
Pour les articles homonymes, voir Lewis.
Elizabeth Foreman Lewis, née le 24 mai 1892 et morte le 7 août 1958, est une écrivaine américaine pour enfants. Elle a reçu la médaille Newbery de 1933 et un Lewis Carroll Shelf Award.

## Biographie
Elizabeth Foreman est née à Baltimore, dans le Maryland, le 24 mai 1892. Elle étudie l'art au Maryland Institute of Fine Arts de 1909 à 1910.
Puis, elle fréquente une école de secrétariat à Baltimore de 1916 à 1917, la préparant à un voyage en Chine pour le Methodist Women's Board (Comité des Femmes Méthodistes). En 1917, elle reçoit une instruction religieuse au Bible Seminary à New York.

## Carrière
Après ses études, Foreman devient missionnaire méthodiste et enseignante en Chine, d'abord en tant que trésorière de mission déléguée pour la Women's Foreign Missionary Society à Shanghai (1917-1918). Au cours des deux années suivantes, elle est enseignante dans les écoles de Nanjing et surveillante de district des écoles de Chongqing. À Nanjing, elle enseigne dans deux écoles – un internat pour filles et une académie pour garçons. C'est aussi en Chine qu'elle rencontre son mari, John Abraham Lewis, qui est également missionnaire méthodiste dans le Haut Yang-tsé pendant de nombreuses années. Ils se marient en 1921. Ils ont un fils, John Fulton Lewis, qui grandit pour devenir rédacteur en chef de journal et auteur.
Après plusieurs années, pour cause de maladie, elle doit quitter la Chine. De retour aux États-Unis, elle s'inspire de ses expériences chinoises pour écrire des romans et des nouvelles. Son premier livre, Young Fu of the Upper Yangtze, basé sur sa période de directrice d'écoles à Chungking (Chongqing), remporte la médaille Newbery de 1933 et le Lewis Carroll Shelf Award en 1960.
Elle meurt à Baltimore le 7 août 1958.

## Œuvres
- (en) Young Fu of the Upper Yangtze, Holt, Rinehart and Winston, 1932
- (en) Ho-Ming, Girl of New China, Winston, 1934
- (en) China Quest, 1937
- (en) Portraits from a Chinese Scroll, 1938
- (en) Test Tubes and Dragon Scales, 1940Écrit avec Dr. George C. Basil.
- (en) When the Typhoon Blows, Winston, 1942
- (en) To beat a Tiger, One Needs a Brother's Help, 1956